# Burni Talong
Burni Talong är ett berg i Indonesien.   Det ligger i provinsen Aceh, i den västra delen av landet, 1 600 km nordväst om huvudstaden Jakarta. Toppen på Burni Talong är 638 meter över havet, eller 272 meter över den omgivande terrängen. Bredden vid basen är 5,4 km.
Terrängen runt Burni Talong är kuperad västerut, men österut är den bergig.Runt Burni Talong är det mycket glesbefolkat, med 2 invånare per kvadratkilometer. I omgivningarna runt Burni Talong växer i huvudsak städsegrön lövskog.